# Abagrotis discoidalis
Abagrotis discoidalis là một loài bướm đêm thuộc họ Noctuidae. Loài này có ở Washington, Oregon và California, phía tây đến miền bắc Arizona và New Mexico, Colorado và phía bắc vào tới miền nam Alberta.
Sải cánh dài khoảng 31 mm. Con trưởng thành bay từ tháng 6 đến tháng 8 ở Alberta. Có một lứa một năm.